# Daniel Sutherland

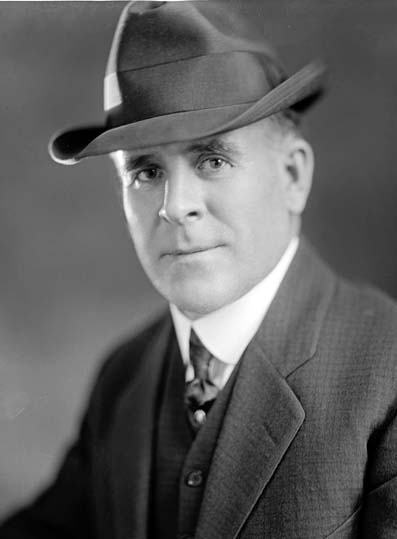
Daniel Sutherland

Daniel Alexander Sutherland (* 17. April 1869 in Pleasant Bay, Cape Breton Island, Kanada; † 24. März 1955 in Abington, Pennsylvania) war ein US-amerikanischer Politiker. Zwischen 1921 und 1931 vertrat er als Delegierter das Alaska-Territorium im US-Repräsentantenhaus.

## Frühe Jahre
Im Jahr 1876 kam Daniel Sutherland mit seinen Eltern nach Essex in Massachusetts. Dort besuchte er die öffentlichen Schulen. Danach arbeitete er in einem Gemischtwarenladen und später im Fischhandel. Im Jahr 1898 zog Sutherland nach Circle im Alaska-Territorium. Sutherland betätigte sich auch als Goldsucher und wurde Teilhaber einer Minengesellschaft. Im Jahr 1909 zog er nach Juneau.

## Politische Laufbahn
Daniel Sutherland wurde Mitglied der Republikanischen Partei. Zwischen 1912 und 1920 war er im Senat des Territoriums und im Jahr 1915 war er dessen Präsident. Während des Ersten Weltkriegs gehörte er zur Reserve der US-Marine. Zwischen dem 4. März 1921 und dem 3. März 1931 absolvierte er fünf Legislaturperioden als Delegierter seines Territoriums im US-Repräsentantenhaus. Da aber Alaska damals kein offizieller Bundesstaat der Vereinigten Staaten war, hatte er auch kein Stimmrecht im Kongress. Im Jahr 1930 verzichtete Daniel Sutherland auf eine weitere Kandidatur.
Während seiner Zeit im Kongress setzte er sich für den Aufbau der Flugpost für Alaska ein. In den 1930er-Jahren setzte sich dann das Flugzeug auch in Alaska als Haupttransportmittel durch. Sutherland verbrachte die letzten Jahrzehnte seines Lebens in Pennsylvania. Von 1931 bis 1950 war er Einkäufer für die Materialbeschaffung der Ogontz School. Daniel Sutherland starb im Jahr 1955 in Abington.